# سرابة (كتشو)
سرابة (بالفارسية: سرابه) هي قرية تقع في إيران في قسم کتشو الريفي. يقدر عدد سكانها بـ 109 نسمة بحسب إحصاء 2016.